# Édouard Hermil
Ange Édouard Hermil dit Milher, né le 25 septembre 1833 à Marseille et mort le 13 août 1898 à Aix-les-Bains, est un acteur de théâtre, artiste lyrique et dramaturge français.

## Biographie
Fils de commerçants, il étudie d'abord la médecine, mais renonce à la carrière médicale après avoir fait une syncope en assistant à une opération chirurgicale à l’Hôtel-Dieu de Marseille. Épris d’une actrice, alors qu’il tâchait de se faire une situation dans le commerce, il la suit à Lyon, où il joue la comédie avec elle. Après ces débuts sur la scène lyonnaise, en 1858, il passe à Hambourg, où il tient l’emploi des premiers comiques, avant d’aller à Reims et à Rouen.
En 1865, il fait ses débuts à Paris aux Folies-Dramatiques, sous le nom de « Milher » ou d’« Ange Milher », dans les Deux paires de bretelles, avant d’enchainer sur des créations devenues légendaires, notamment Gérômé, de l’Œil crevé d’Hervé ; Valentin, du Petit Faust, du même ; Ricin, de Chilpéric (en) du même ; Fulbert, d’Héloïse et Abeilard d’Anicet-Bourgeois et Francis Cornu, des Cloches de Corneville de Planquette, ainsi que Van Ostebal, du Canard à trois becs de Moineaux et Jonas ; Ala Boum, des Turcs d’Hector Crémieux et Adolphe Jaime ; Vanderprutt, de la Perle des Blanchisseuses de Chivot et Duru, etc.
Tout en continuant à jouer dans des bouffonneries musicales, il signe, dès 1867 ses premiers vaudevilles, toujours pour la scène parisienne, avec Alfred Séguin. Ensuite, il travaille, vers 1872, avec Alfred Aubert (d) , Henry Buguet puis, pour le café-concert à partir de 1880 avec Armand Numès, les deux hommes forment alors un duo d'auteurs fort populaires, notamment pour l'Eldorado. Ils produiront de nombreuses paroles de chansons.
En 1877, il entre au théâtre du Palais-Royal, où il joue, avec sa gaieté communicative, Baraméda, des Locataires d’Henri Blondeau ; Chamberlot, dans la Gifle d’Abraham Dreyfus (d)  ; Jaglard, dans les Petites Godin d’Ordonneau ; Javanon le Bégus, dans Durand et Durand du même et Valabrègue ; Poupardin, dans le Parfum de Blum et Toché, Galifard, dans le Consolateur ; Boyard Sergius, dans les Petites Voisines ; le sergent Grinchard dans les Noces d’un
réserviste.
Après dix ans de triomphes au Palais-Royal, il fait son entrée, le 18 décembre 1887, au théâtre des Variétés. De 1892 à sa mort, sous le nom de « Milher », il fait partie de la troupe du théâtre du Palais-Royal sous la direction de Paul Mussay et Léopold Boyer, et joue entre autres dans des pièces de Georges Feydeau, comme Un fil à la patte ou le Système Ribadier. Dans son dernier rôle, il incarnait alors Surcouf dans le Nouveau Jeu d’Henri Lavedan.
Comme dramatique, il a donné, sous le nom d’« Hermil », beaucoup de vaudevilles et de revues parmi lesquels : le Roman d’une modiste, les Ébénistes, On n’a pas idée de ça, le Carnaval des Petits Crevés, les Tripatouillages de l’Année, etc.
Souffrant depuis longtemps de sciatique, il succombe à une congestion cérébrale à Aix-les-Bains, où il villégiaturait depuis plusieurs années chaque été, pour ces raisons de santé. Il est inhumé au cimetière de Montmartre.

## Jugements
« il arrivait toujours, par la recherche du détail vrai, par des trouvailles où l’imagination et l’observation avaient collaboré, à rattacher la fiction dramatique au monde du Vrai et du Réel. »

## Carrière
- Les Exploits d'un vieux garçon : vaudeville en 1 acte, au théâtre des Folies-Saint-Antoine, Paris, 16 décembre 1865 (lire en ligne sur Gallica).
- Une victime de l'Exposition, à-propos en 1 acte, au théâtre du Luxembourg, 26 mars 1867.
- avec Alfred Séguin, Les Hommes en grève, vaudeville en 4 actes, théâtre des Folies-Saint-Antoine, 26 octobre 1867.
- avec Roger de Beauvoir, Paris sens d'ssus d'ssous : revue en cinq actes et 7 tableaux, 25 novembre 1867, au théâtre des Folies-Saint-Antoine, Paris, 3 p. (lire en ligne sur Gallica)31 décembre 1867 Le Figaro.
- Paris vit encore, revue en 3 actes et 7 tableaux, avec Félix Savard (d) , au Concert Tivoli (30 décembre 1871.
- avec Henry Buguet (théâtre de la Société artistique du Xe arrondissement), Rabat-Gaz portatif : vaudeville en 1 acte, parodie de Rabagas comédie en 5 actes de Victorien Sardou, Paris, 24 avril 1872 (lire en ligne sur Gallica).
- Au saut du lit, vaudeville en 1 acte, avec Alfred Aubert (d) , au théâtre des Folies-Dramatiques, 28 mai 1872.
- Très fragile, charentonnade en 2 actes, musique de Georges-Rose, au théâtre des Folies-Marigny, 27 octobre 1872.
- Tout le monde sur le gril !, revue en 4 actes et 5 tableaux, avec Henry Buguet, au théâtre Saint-Laurent, 21 décembre 1872.
- Sur le pouce, revue en 4 actes, avec Alfred Séguin et Henry Buguet, au théâtre des Folies-Saint-Antoine, 5 janvier 1878.
- Gredin de sapeur, vaudeville en 1 acte, au théâtre de l'Athénée-Comique, 26 avril 1880.
- Un conciergicide, folie-opérette en 1 acte, avec Armand Numès, musique de Francis Chassaigne (en), à l'Eldorado, 8 mai 1880.
- Mon p'tit oncle, opérette en 1 acte, avec Armand Numès, musique de Charles Thony, à l'Eldorado, 31 aout 1881.
- Ma vieille branche, opérette en 1 acte, avec Armand Numès, musique d’Édouard Deransart (d) , à l'Alcazar d'hiver, 18 novembre 1881.
- Boum ! Servez chaud !, opérette en 1 acte, avec Armand Numès, musique d'Auguste de Villebichot, à l'Eldorado, 8 avril 1882.
- La Fièvre phylloxérique, opérette en 1 acte, avec Armand Numès et Paul Meyan, musique de Frantz Liouville, à l'Éldorado, 1er aout 1882.
- Soupirs du cœur, opérette en 1 acte, avec Armand Numès et Paul Meyan, musique de Paul Meyan, à l'Eldorado, 21 avril 1883.
- Les Cheveux blonds, comédie en 1 acte, au théâtre du Palais-Royal, 3 juillet 1883.
- Le Nègre de la Porte Saint-Denis, opérette en 1 acte, avec Armand Numès, musique de Louis-César Desormes (d) !--Louis-César Desormes-->, à l'Eldorado, 27 août 1883.
- Suzette, Suzanne et Suzon, opérette en 1 acte, avec Armand Numès, musique de Tac-Coen, à l'Éden-Concert, avril 1885.
- À la bonne franquette, revue en 1 acte, avec Albert Numès et Georges Hurteaux (d) , au Concert Européen, 11 janvier 1887.
- avec Armand Numès, Paris-Gâchis : 1 acte, Paris, Eldorado, 30 décembre 1887, revue de l’année 1887 (lire en ligne sur Gallica), musique de Charles Malo.
- La Foire aux potins, revue de l'année 1887 en 1 acte et 4 tableaux, avec Armand Numès, musique de Paul Blétry (d) , à l'Éden-Concert, 19 décembre 1887.
- Les Tripatouillages de l'année, revue en 3 actes et 10 tableaux, avec Armand Numès, au théâtre Cluny, 20 novembre 1888.
- L'Année joyeuse, revue en 3 actes et 10 tableaux, avec Armand Numès, au théâtre Cluny, 22 décembre 1889.
- Le Bambou de Damoclès, folie-vaudeville en 1 acte, avec Albert Barré et Armand Numès, au théâtre Cluny, 8 mars 1891.
- Ah ! la pau … la pau … la pauvre année !, revue en 3 actes et 11 tableaux, avec Léon Gandillot, au théâtre Cluny, 10 novembre 1893.

## Sources
- Pierre Larousse, « Milher (Édouard Hermil, dit », dans Dictionnaire universel du XIXe siècle, t. 17, 2e supplément, Paris, Administration du Grand dictionnaire universel, 1890, 2024 p., 17 vol. (lire en ligne sur Gallica), p. 200.
- Jules Martin (préf. Maurice Donnay), « M. Hermil (Ange-Édouard, dit Milher) », dans Nos auteurs et compositeurs dramatiques : Portraits et biographies, Paris, Ernest Flammarion, 1897, 624 p. (OCLC 9145330, lire en ligne sur Gallica), p. 282-5.
- Henry Lyonnet, « Milher, Ange, Édouard, Hermil, dit », dans Dictionnaire des comédiens français, vol. 2, E-Z, Genève, bibliothèque de la Revue Universelle Internationale Illustrée, 1902-1908, 717 p., 2 vol. in-8º (OCLC 561440221, lire en ligne sur Gallica), p. 430-2